# Orfelia amurensis
Orfelia amurensis är en tvåvingeart som beskrevs av Zaitzev 1994. Orfelia amurensis ingår i släktet Orfelia och familjen platthornsmyggor. Inga underarter finns listade i Catalogue of Life.